# Park Yu-Jin
Park Yu-Jin (25 de junio de 1993) es una deportista surcoreana que compite en judo. Ganó una medalla de plata en los Juegos Asiáticos de 2018, y una medalla de bronce en el Campeonato Asiático de Judo de 2017.

## Palmarés internacional
| Juegos Asiáticos    | Juegos Asiáticos    | Juegos Asiáticos  | Juegos Asiáticos |
| Año                 | Lugar               | Medalla           | Categoría        |
| ------------------- | ------------------- | ----------------- | ---------------- |
| 2018                | Yakarta (Indonesia) | Medalla de plata  | –78 kg           |
| Campeonato Asiático |                     |                   |                  |
| Año                 | Lugar               | Medalla           | Categoría        |
| 2017                | Hong Kong (China)   | Medalla de bronce | –78 kg           |